# Wilhelm Senoner

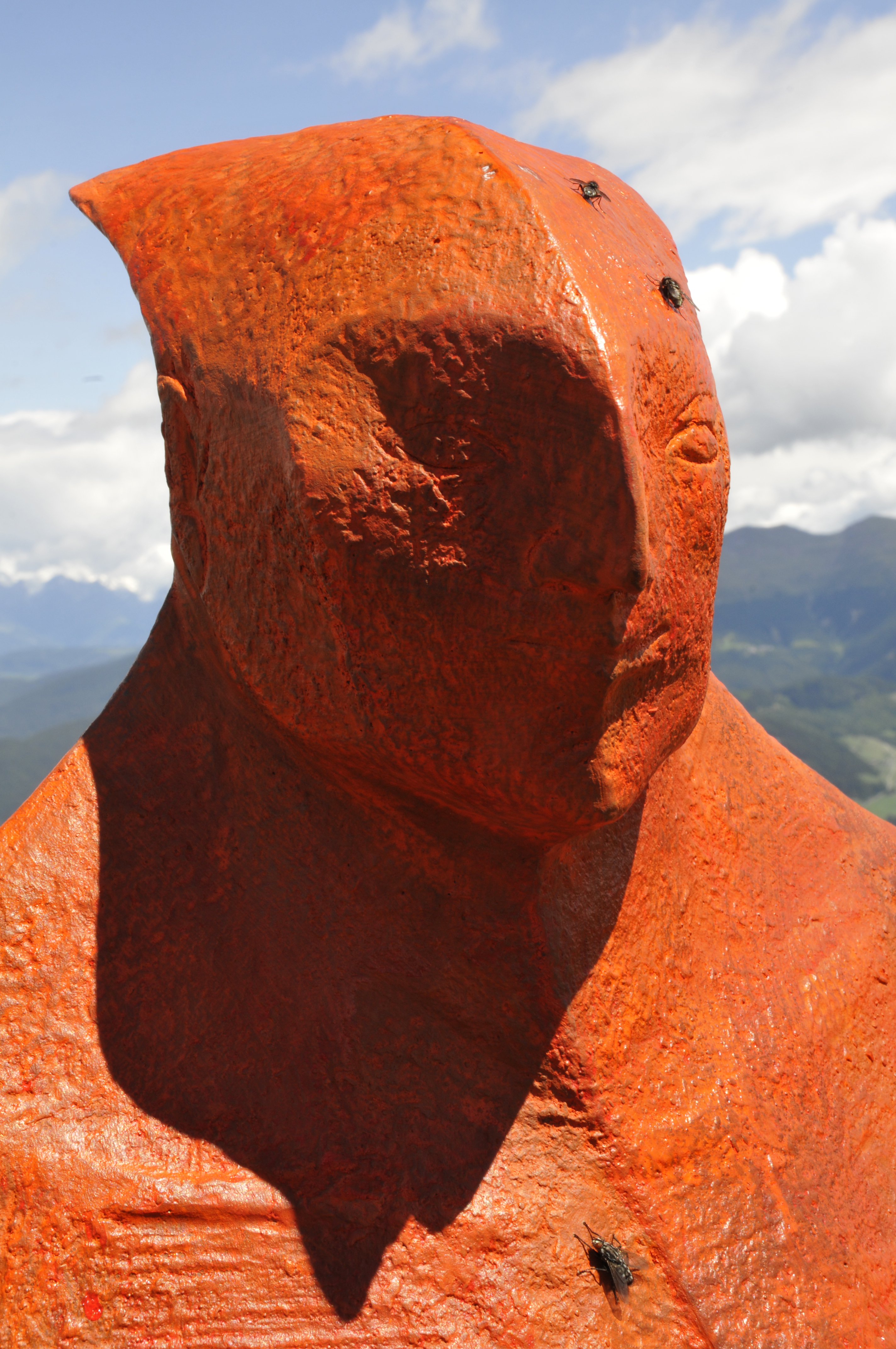
Bronzeskulptur Wilhelm Senoners auf Raschötz in Gröden

Wilhelm Senoner (* 3. Juni 1946 in St. Ulrich in Gröden) ist ein Grödner Bildhauer und Maler. Einer Grödner Künstlerfamilie entstammend, besuchte Senoner zwischen 1960 und 1966 die Kunstschule in seinem Heimatort St. Ulrich. Seither betreibt Senoner ein eigenes Atelier in Gröden.
Ausstellungen in Italien und im Ausland:
- 1987 Kuratorium Schloss Prösels, Völs (I)
- 1990 Kulturzentrum Seckau (A)
- 1993 Kreis für Kunst und Kultur Stl Ulrich, (I)
- 1995 Galerie Oswald - Wolkenstein / Selva Gardena
- 2002 Galerie Hakl - Landshut (D)
- 2003 Galerie Kersten - Brunntal (D)
- 2004 Galerie Altesse - Nendeln (FL)
- 2004 Churburg, Schluderns (I)
- 2005 Interart.nl - Beeldentuin (NL)
- 2005 Galerie Max 21 - Iphofen (D)
- 2006 Galleria Gagliardi - San Gimignano (I)
- 2006 Museum für zeitgenössische Kunst Mario Rimoldi - Cortina d’Ampezzo (I)
- 2007 Manfred-Sauer-Stiftung Lobbach (D)
- 2007 Kartause Allerengelberg - Schnalstal (I)
- 2009 Diözesanmuseum Hofburg Brixen (I)
- 2011 "Im Duft des Windes" - "Nel Profumo del vento" auf der Raschötz in Gröden (I)

## Werke im öffentlichen Raum (Auswahl)

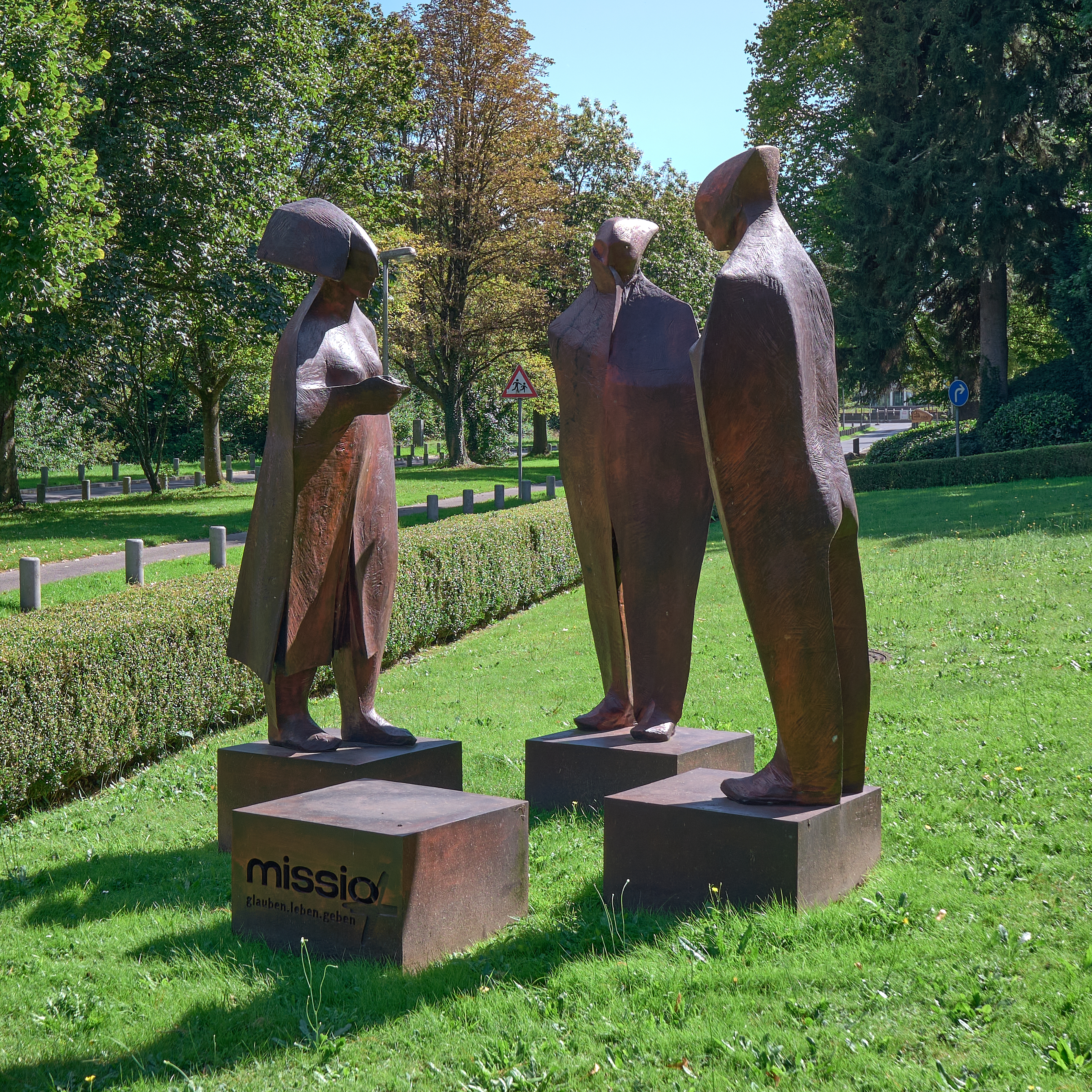
Im Dialog

- Heiliger Jakobus aus Apfelholz im Obstbaumuseum Lana (1999)
- Auferstehung im Friedhof von St. Ulrich (1999)
- Nachbildung der goldenen Tafel im Dom zu Minden (2000)
- Im Dialog, Vorplatz Missio-Gebäude Aachen; (2011)

Drei lebensgroße, rot lackierte Figuren auf quadratischen Sockeln stehend; ein vierter freier Sockel mit der Aufschrift: "missio/glauben.leben.geben" lädt symbolisch zum Gespräch ein

## Weblinks

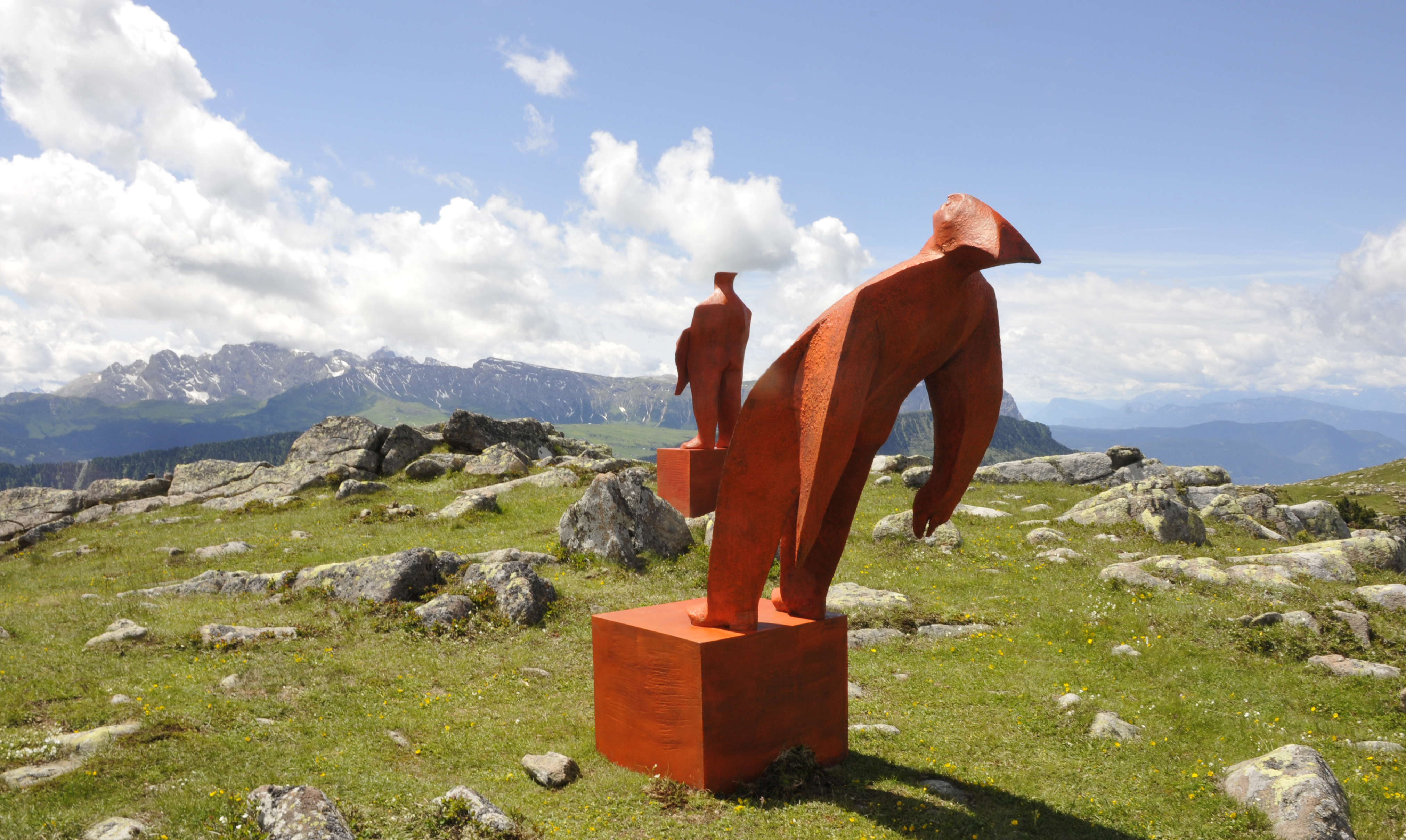
"Im Duft des Windes" - "Nel Profumo del vento" Sieben Bronzeskulpturen auf Raschötz in Gröden